# Drittwirkung
Il Drittwirkunging è un concetto giuridico, sviluppato originariamente nelle corti tedesche, che presume che un attore individuale possa basarsi su un testo costituzionale nazionale per convenire in giudizio un altro individuo o lo Stato per la violazione dei diritti in esso contenuti; esso è stato in origine sviluppato negli anni '50, ma ha guadagnato importanza in vari altri sistemi legali nazionali in Europa, così come nella giurisprudenza della Corte europea dei diritti dell'uomo, nel caso X e Y v. Paesi Bassi.
Il corollario del concetto, nel contesto della Corte e Convenzione europea dei diritti dell'uomo, è che uno Stato può essere considerato responsabile per non aver prevenuto, attraverso metodi giurisdizionali o legislativi di applicazione della legge, la violazione dei diritti dell'uomo di una persona da parte di un'altra persona o attore privato, non statale.
Il Drittwirkung è a sua volta diviso in mittelbare e unmittelbare Drittwirkung: nel primo i valori e i principi che circondano i diritti costituzionali fondamentali devono essere considerati dalle corti quando esse decidono casi di diritto privato, mentre nel secondo i diritti stessi possono essere direttamente applicati contro parti private ad opera delle corti.
Questo concetto non sembra esistere nella giurisprudenza statunitense.